# 清芳寺
清芳寺（せいほうじ）は、三重県津市美里町南長野にある真宗高田派の寺院。山号は 龍華山。

## 歴史
- 天正9年（1582年） - 道閑法師が清法寺を開山。
- 宝永7年（1710年） - 真宗高田派の寺院となる。また同年に寺院名が清芳寺に改名。

## 所在地・位置
- 三重県津市美里町南長野582
- 位置：北緯34度43分55.90秒 東経136度21分56.70秒 / 北緯34.7321944度 東経136.3657500度